# Sieben Wunder Russlands
Die Sieben Wunder Russlands wurden am 12. Juni 2008 zum Tag Russlands, dem russischen Nationalfeiertag, auf dem Roten Platz in Moskau bekanntgegeben.
Die Liste war das Ergebnis einer Aktion, die im Herbst 2007 gestartet wurde, nachdem keine russische Sehenswürdigkeit in die Liste der neuen sieben Weltwunder aufgenommen worden war. Russische Massenmedien riefen die Bevölkerung auf, an der Aktion im Internet oder per SMS teilzunehmen; über 25 Millionen Menschen sollen sich beteiligt haben. In drei Runden wurden zunächst 49 Kandidaten ausgewählt (je einer pro Föderalem Bezirk Russlands), dann 14 Finalisten, und schließlich die endgültigen Gewinner. Ziel der Aktion war es, Russlands verborgene Schätze abseits der üblichen Touristenziele bekannt zu machen.

## Die Sieben Wunder Russlands
1. Basilius-Kathedrale in Moskau
2. Tal der Geysire auf der Halbinsel Kamtschatka
3. Baikalsee in Sibirien
4. Schloss Peterhof bei Sankt Petersburg
5. Berg Elbrus im Kaukasus
6. Manpupunjor-Felsen im Ural
7. Mamajew-Hügel und die Mutter-Heimat-Statue in Wolgograd